# 金嫣
金嫣（1972年7月27日—），中国足球运动员，中国国家女子足球队成员，司职前锋。曾参加1998年亚洲运动会女子足球比赛，获得一枚金牌。她也参加了2000年悉尼奥运会。